# Martí Guixé
Martí Guixé   (Navàs i Barcelona, 1964) és un dissenyador gastronòmic català.

## Biografia
Va néixer el 1964 a la població de Navars, situada a la comarca del Bages. Interessat en el disseny des de ben jove va traslladar-se a Barcelona, on va estudiar disseny industrial i interiorisme a l'Escola Tècnica Superior de Disseny ELISAVA, on es va graduar el 1985.

## Carrera artística
L'any 1994, després d'una temporada treballant a cavall entre Seül (Corea del Sud) i Berlín (Alemanya) com a dissenyador industrial, va tenir la idea de barrejar dos conceptes tan distanciats com són el disseny i la gastronomia. A partir d'aquell moment s'ha caracteritzat per realitzar creacions comestibles com bolígrafs de regalèssia o cubs decoratius de garrofa, així com la introducció del disseny en l'àmbit dels estris de cuina.
Al llarg de la seva carrera ha exposat als millors museus d'art contemporani del món, com ara el MACBA de Barcelona, el Centre Pompidou de París o el MoMA de Nova York.
L'any 2007 fou guardonat amb el Premi Nacional de Disseny, concedit per la Generalitat de Catalunya, per les exposicions que va fer l'any 2006 a Alemanya, Catalunya, Itàlia, Japó i «pel conjunt de la seva obra, que es caracteritza per la recerca de nous sistemes de productes, la introducció del disseny en els àmbits del menjar i la presentació a través de la performance».

## Filosofia
Quan es pregunta a Guixé quin és el material perfecte per a treballar, respon a la primera: "Les idees, el concepte. Un dissenyador deu pensar un nou món; no deu pensar en una forma o en un material distint, sinó en per què. Idea coses millors per a tots i més ecològiques.
Per a Guixé avui ja no té sentit dissenyar objectes, el que fa falta és dissenyar idees i estils de vida, l'objecte molesta, pesa i és difícil de transportar en una societat en la qual tot canvia, es mou i es trasllada, la solució és transformar el disseny en informació, molt més lleugera, contemporània i ràpida.
Així, Martí Guixé amb els seus dissenys aposta pels conceptes i la funció, restant importància a l'estètica i la forma. D'aquest mode inventa nous usos pels objectes quotidians i fa una crida a no comprar més del que es necessita, en un món saturat d'objectes innecessaris.
Dins d'una professió tan tipificada com és la del dissenyador, Guixé ha sigut capaç de trobar el seu territori de treball propi, d'inventar-se un nou ofici que consisteix a construir idees. Guixé assumeix que els temps que corren necessiten un canvi i exigeix certa radicalitat que ell reconeix haver deixat de banda. D'aquí que pel pròxim any el seu propòsit sigui fer menys i tenir més temps per pensar.
Els seus productes, instal·lacions i performances han passat pel MACBA, el MoMA, el Centre Georges Pompidou o el Design Museum de Londres. I les seves creacions han sigut produïdes entre altres per Alessi, Cha-Cha, Corraini, Danese, o Nani Marquina. Creacions que segons Guixé, res és el que és si no el que perceps, el que manipules, el que entens, el que dialoga amb tu mateix.
Guixé reconeix que avui en dia hi ha més permeabilitat que quan ell va començar, un moment en el qual el disseny era quelcom més passiu i rígid, amb tendències i formes molt rigoroses basades en paràmetres de l'arquitectura dels anys 70 i 80. Avui el món del disseny està porós i vol mesclar-se. D'aquí el seu apropament a tipologies d'ús distintes o la seva curiositat per les noves tecnologies encara que no les idolatri.

## Context
Podrem dir que Martí Guixé s'inscriu dintre d'un context amb una societat caracteritzada per la globalització, la societat de consum i la producció massiva de productes. Fets que es veuran reflectits en el seu mode de treball i en els seus dissenys.
El disseny de Martí Guixé reflexiona sobre totes aquestes temàtiques, i fa productes que ens fan reflexionar. Per aquestes raons, es considera el seu disseny com a part del moviment del disseny crític. Aquest tipus de disseny pren consciència de tots els aspectes comentats anteriorment i els converteix en l'objectiu principal de la peça. Aquests atributs més crítics i de reflexió, normalment es relacionen més al món de l'art que al disseny, el qual l'objectiu primordial del consum. Però en el cas de Martí Guixé, no és necessari separar els dos mons; la reflexió no entra en conflicte amb la societat del consum, sinó que aquesta es converteix en la base de les crítiques. I si la peça no va ser pensada pel consum, la crítica al consumisme es quedaria buida de valor.
Totes aquestes idees tan complexes porten a noves tipologies en el món del disseny. I amb això, el disseny també ha evolucionat: Això ha permès que la majoria dels productes que Martí Guixé dissenya no siguin físics. I és que ell es considera com un dissenyador d'idees, això comporta a què siguin les persones qui prenen aquesta idea i la terminin. D'aquest mode cada producte s'adequa a cada persona i necessitat específica del moment, s'adequa al seu context temporal, cultural, personal, etc.
Al seu torn podem relacionar el treball de Guixé amb un tipus de consum i disseny sostenible, que procura que l'ús de béns i serveis responguin a necessitats bàsiques, proporcionant una millor qualitat de vida al mateix temps que minimitzen l'ús de recursos naturals, materials tòxics i emissions de residus i contaminants sobre el cicle de vida, de tal manera que no es posen en risc les necessitats de futures generacions. Aquest Guixé sostenible i compromès amb el medi ambient es veu clarament amb el seu eslògan de la casa Camper Don't buy it, If you don't need it en el qual promou el fet d'un consum regulat de productes per així evitar produir residus i altres emissions tòxiques pel medi ambient intentant crear una societat més involucrada amb el seu entorn.
Martí no dissenya nou menjar, però dissenya noves (o repensa les tradicionals) formes de menjar que s'adeqüen més a les formes de vida contemporànies. Aquest ésser, segons Martí, és l'objectiu més primordial del disseny contemporani, i el paper del dissenyador es queda, cada vegada més, en un pla intel·lectual. Així doncs, es van desdibuixant les diferències entre el paper d'un dissenyador i d'un artista, i segons la definició de Martí Guixé, el disseny contemporani cada cop s'allunya menys de l'art contextual.

## Procés de treball
Martí Guixé no creu en la inspiració. Treballa, en canvi, amb paràmetre, informació i coneixement en l'àmbit abstracte, que després li serveixen per baixar les idees al paper. No tenen una rutina de tasques. Parteix d'esbossos, i continua amb els detalls, encara que és una dinàmica anti-rutina, en la qual les coses es van fent a mesura que van sortint, i amb un equip integrat per cinc persones. Es defineix com un exdissenyador, perquè aquella categoria no és "prou oberta" per a explicar el que fa: Una combinació creativa d'imaginació i eficiència, expressada en materials d'ús quotidià, i amb una funcionalitat a prova de fetitxismes.
Té un estil de vida molt poc convencional. Viatja pel continent europeu d'anada i de tornada, entre Barcelona i Berlín, Les dues ciutats, icones actuals de l'art, la creativitat i la diversió, li ofereixen un univers de símbols culturals i gastronòmics que ell absorbeix i transforma en productes.
Podem veure com la seva manera de treballar, està molt lligada amb el món de les idees, una idea esbossada per a Guixé és el punt de partida per tot el que vindrà després, així doncs no té unes marques pautades de com processar tot el que fa sinó que deixa que les idees flueixin sobre un paper i una vegada ho té el que vol mostrar al món, deixa que el seu equip de treballadors segueixin amb el camí que ell ja ha obert.

## Disseny gastronòmic
Guixé és un pioner, fet que va quedar patent amb les exposicions de Food Design, que no van rebre en el seu moment bones crítiques i que ni es van prendre seriosament. Martí Guixé també es dedica a la consultoria en el sector de l'alimentació.
Martí Guixé l'any 1997 a Barcelona va crear el projecte Spamt (Pa amb tomàquet), un format de menjar que s'adapta a situacions extremes de la vida quotidiana, menjar al costat de l'ordinador o sota l'aigua. Les Techno-tapes eren snacks naturals, per agafar-los amb els dits sense embrutar-se.
Des d'olives que es converteixen en àtoms, suros comestibles i fins i tot una paleta hands-free, un pastís que desplega els seus ingredients en una gràfica circular, les inusuals peces de Martí Guixé exploren el terreny entre la gastronomia i el disseny.
Spamt
Polemitza amb la forma de consumir el pa amb tomàquet. El tomàquet ja no es mulla amb el pa, sinó que és buida el tomàquet i se li col·loca el pa a dintre, convertint-lo en una innovadora tapa.
Bocat 3D
Proposa descompondre peces de fruites en trossos i tornar-los a recompondre, adherint a cada tall un escuradents, perquè la peça de fruita sigui consumida per diverses persones i a més assegurant-nos la procedència única d'aquella peça de fruita.
7-Step cookie
Ens mostra unes divertides instruccions a seguir per menjar-te una galeta en set pasos, on fins i tot s'indica el lloc on has de col·locar els dits per agafar la galeta.
Oranienbaum Lollipop
És un dolç de taronja amb una llavor en el seu interior, que fomenta la reforestació instantanea només amb escupir la llavor un cop consumit el dolç.
Handy Pasta
Proposa crear una tapa on el producte principal sigui la pasta, responent al fet que quan anem a un restaurant de tapes no trobem tapes de macarrons o espaguetis.
Icakes
Pastissos d'estil gràfic, en les que el color indica cada ingredient amb un percentatge. La decoració es converteix en informació.
Plat combinat
Sistema per a combinar els ingredients dels aliments al llarg de les teories genètiques. Les quatre variables són el mar, la terra, els carbohidrats i les verdures que es combinen matemàticament.
Post-it chip
Patata fregida que pots adherir en qualsevol lloc mitjançant crema de cacau i que pots desenganxar després per a menjar-te-la quan vulguis.

## Disseny d'objecte
Els productes de Guixé sempre exigeixen una actitud crítica, encara que no li agrada que el seu disseny sigui considerat reivindicatiu ni moralista, sinó merament anecdòtic i divertit.
Per a Guixé es tracta d'un procés estètic, amb un resultat real i autèntic, contemporani i funcional. I també d'elements escollits pel dissenyador, que busquen promoure actituds noves o més actuals. Tot el que ell crea, ho fa pensant en consumidors, atents, cultivats i amb més exigències, que entenguin de disseny i que tinguin una cultura dels objectes.
Cau Sospensione
És la làmpada evolucionada de Cau, presentada també per Danese l'any 2008. Té dues cordes i té dues bombetes, una queda a dintre de la pantalla com a llum indirecta, i l'altre pot o bé penjar-se internament de la mateixa pantalla, o utilitzar-se per separat com una llum directa de treball. Ambdues bombetes són de baix consum.
Seed Safe
És una guardiola que aposta per un disseny sostenible. I per una reflexió de gran importància. Imita les antigues guardioles fetes de fang. L'interessa més la generositat que l'acumulació. Pots ajudar el planeta. I convida a fer-ho jugant.
XYZ
Seient que està fet basant-se en els tres eixos matemàtics de X, Y, Z.
Blank Wall Clock
Guixé pensa que hi ha objectes, que amb les necessitats actuals, podrien modificar el seu ús. Ell ho ha fet amb el rellotge de paret. És un rellotge d'alumini blanc on queda molt més enllà el fet de donar les hores.
27 kg de coure
El coure és un material que pot ser reciclat quasi infinitament sense pèrdua de qualitat. Cada objecte fet de coure pot potencialment canviar de forma, tipologia i context, i aquesta cadira no només representa el que és, sinó també les possibilitats de ser qualsevol altra cosa que necessiti 27 kg de coure. En aquest cas l'edició limitada és de 8 peces.
Centauros
Edició limitada de deu unitats, és un seient de fusta, que la seva característica principal són les plataformes que conviden que una altra persona estigui dreta, o agenollada per a formar part del conjunt.
Pool
Reinterpretació del lavabo tradicional, és de formes extremadament simples i contemporànies, incorpora una pinça d'estendre la roba gegant que fa de tovalloler. Una nova mostra de com el dissenyador torna a mirar des d'un altre punt de vista els objectes quotidians.
Tecla d'or 4$
Li dona una nova utilitat a l'or i li dota de sentit de l'humor. Una proposta feta a mesura per a cada ordinador, per poder demostrar al món que tu, realment, ja has aconseguit l'èxit.
Xarxa Sofa
Evita elements rígids de les cadires i els sillons. I crea una estructura còmoda per doquier, on els coixins són la solució. És una estructura de fusta que és la base del silló, que es completa amb tres arcs metàl·lics subjectats per coixins laterals que van a l'esquena.
Respect cheap furniture
Reinterpretació de la cadira de plàstic, on Guixé fa un pas més en defensa del respecte al mobiliari barat i pintat a sobre posa el lema "Respect Cheap Furniture!"

## Disseny d'interiors
Martí Guixé és conegut àmpliament com el dissenyador que ha unit de manera més original, gastronomia i disseny, un exemple d'això és la cadena de restaurants Food Ball.
La seva llarga vinculació en el desenvolupament de concept shop i de comunicació en les tendes Camper, han sigut realment rellevants, arribant a posicionar-la juntament amb altres cadenes de tendes de roba com Desigual, o infantils com Imaginarium, amb les que ha col·laborat, entre les més innovadores i originals respecte a les seves propostes d'experiència, comunicació, decoració, disseny i interacció amb el client.
Tendes Camper
Camper, és un concepte de tenda diferent, és un espai alternatiu que permet al client interactuar amb les sabates i amb la marca. Camper va suposar no només una revolució, sinó també un mostrari conceptual per una nova experiència gràfica: Les caixes, els pòsters, les bosses amb missatges i la nova forma de mostrar les sabates, on van confirmar la capacitat de la marca de dialogar amb els seus clients.
L'any 2000, Guixé va idear per a Camper el Concepte Walk in Progress. La idea que plantejava Guixé era senzilla: Crear un disseny temporal, provisional i interactiu, proveït de mobiliari fabricat amb materials reciclats que permet a la tenda començar l'activitat abans de finalitzar el disseny i la decoració definitiva.
Amb aquesta idea com a objectiu, l'execució resulta fàcil, ràpida i barata. Les parets es pinten de blanc amb el títol "Imagina un món millor", i es convida als clients a escriure i dibuixar els seus propis missatges, idees, somnis i impressions, amb el que se subratlla la naturalesa interactiva del concepte "Walk in Progress".
Fa uns mesos es repeteix, on Guixé idea un nou projecte per a la firma "Camper Toghether" amb aquestes col·laboracions respon a una nova realitat: La capacitat d'integrar a través del disseny noves cultures i la creativitat en un projecte simple.
El treball metòdic i experimental de Guixé el va portar a materialitzar la seva visió de Camper basada en la primícia de què la marca ha creat una manera pròpia de caminar, un estil únic de portar aquests dissenys, quelcom així com un Footbook, que es torna personal amb cada consumidor.
Precisament les gràfiques que va proposar per adornar aquesta boutique és la representació visual d'aquest diari de passos, on les parets presenten contorns de peus nus amb el logo de Camper sortint clarament d'aquesta idea.
Foodball
Foodball és una creació de l'empresa de sabates Camper. Encara que pel seu nom no ho sembli, és una tenda de menjar, un bar, un restaurant de menjar ràpid.
Martí Guixé va dissenyar l'espai amb la intenció de promoure el menjar a peu de carrer i crear una forma diferent de menjar. Les parets, amb dibuixos del mateix Guixé, representen la idealització del món rural, amb figures axonomètriques que recorden les siluetes dels jocs d'ordinador. Aquestes pintures són un mitjà de comunicació amb el client, proporcionen informació nutricional relacionada amb el menjar i els preus d'alguns dels menús.
A més, el local està concebut de forma ecològica: Construït segons els criteris de la bioconstrucció, utilitza materials no contaminants i consumeix electricitat verda.
L'espai està dividit en 3 parts: L'entrada (que disposa d'un taulell central), la cuina i l'àrea per menjar, dissenyada com una graderia on la gent pot asseure's i xerrar com si estigués a les grades de qualsevol complex esportiu. I, per acabar, un altre dels elements diferent i interessants de la tenda és que es pot accedir en bicicleta.
Tenda Alessi
Martí Guixé ha aconseguit mostrar tot l'ampli catàleg de la firma en un ambient lúdic que trenca motlles.
Aquesta nova flagship store, mostri el que la firma anomena "Enciclopèdia Alessi", és a dir, tota la gamma de diferents tipus d'articles de l'hogar dissenyats i produïts durant els noranta anys de l'existència de la marca.
El local disposa de moltes finestres i en ell, tot està en només una sola planta. El responsable del seu disseny es Martí Guixé, qui li ha donat una nova interpretació basada en la llibertat d'acció.